# بروفورس
بروفورس (بالإنجليزية: Broforce) ، هي لعبة فيديو إلكترونية من نوع منصات وإطلاق النار، طورها شركة فري لايفز الجنوب الأفريقية ، أنتجت سنة 2015م وكانت على أنظمة ويندوز وآي أو إس، وفي اليوم الأول من مارس سنة 2016م أضيفت اللعبة لنظام بلاي ستيشن 4.

## وصلات خارجية
- بروفورس على موقع IMDb (الإنجليزية)
- الموقع الرسمي